# A Penúltima Donzela
A penúltima donzela é um filme brasileiro de 1969, do gênero comédia, dirigido por Fernando Amaral. Música de Egberto Gismonti 

## Sinopse
Tânia é uma estudante de 17 anos e filha de uma família conservadora. Ela namora Pedrinho e mais tarde conhece o fotógrafo de moda Oswaldo e se envolve com ele. Devido a uma indiscrição da prima Wanda, os pais de Tânia descobrem – para o desespero da família - que a jovem perdera a virgindade com Pedrinho na garçonniere dele. A família exige o casamento da jovem com Pedrinho. Na hora da cerimônia, Oswaldo aparece e prova que já está casado com Tânia no civil há três dias.

## Elenco
- Paulo Porto.... Oswaldo
- Adriana Prieto.... Tânia
- Carlo Mossy.... Pedro
- Djenane Machado.... Wanda
- Ambrósio Fregolente.... Rubem, o pai
- Ida Gomes.... mãe de Wanda
- Abel Pêra.... Gonzaga, tio de Tânia
- Henriqueta Brieba.... Sinhá, tia de Tânia
- Flávio Migliaccio.... Padre
- Fernando Torres.... Poeta da Praia
- Maria Pompeu
- Ângelo Antônio
- André José Adler
- Neila Tavares

## Principais prêmios e indicações
Coruja de Ouro 1969 (Instituto Nacional de Cinema, Brasil)
- Venceu na categoria de melhor composição, por Egberto Gismonti.